# Misiuni diplomatice ale României

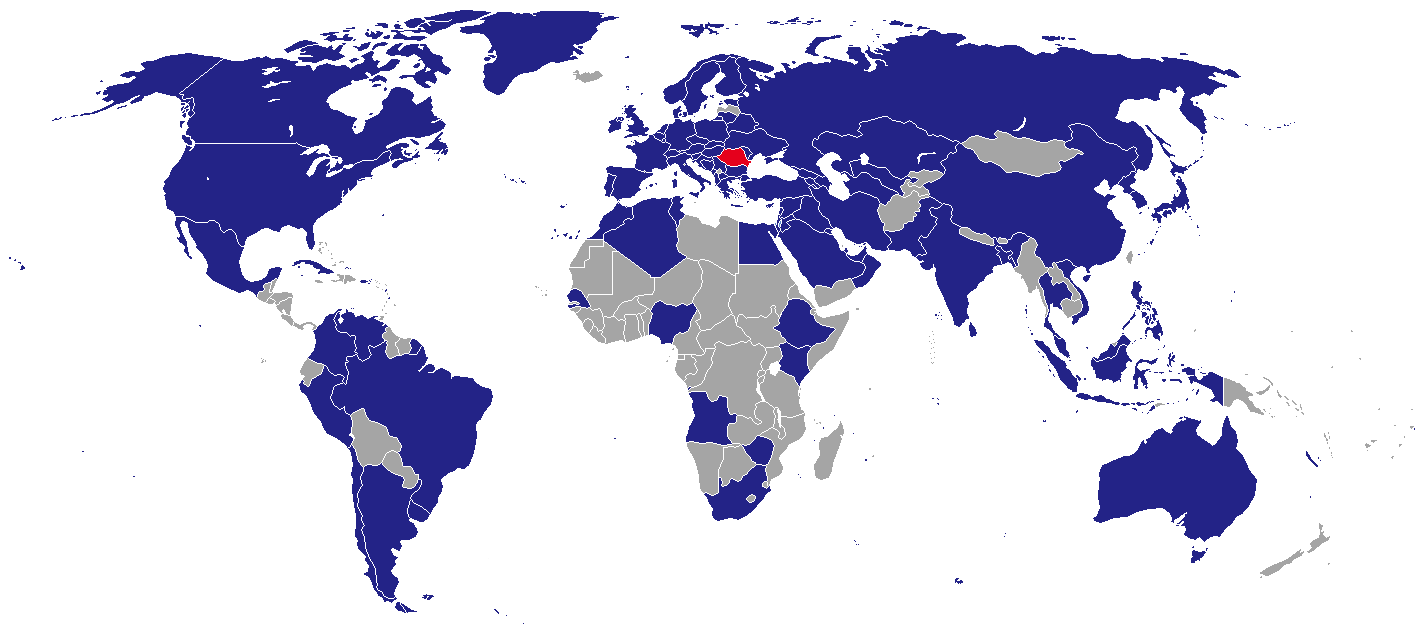
Misiuni diplomatice ale României

Mai jos sunt prezentate ambasadele și consulatele României, cu excepția consulatelor onorifice:

## Europa
- Albania
  - Tirana (ambasadă)
- Armenia
  - Erevan (ambasadă)
- Austria
  - Viena (ambasadă)
- Azerbaidjan
  - Baku (ambasadă)
- Belarus
  - Minsk (ambasadă)
- Belgia
  - Bruxelles (ambasadă)
- Bosnia și Herțegovina
  - Sarajevo (ambasadă)
- Bulgaria
  - Sofia (ambasadă)
- Republica Cehă
  - Praga (ambasadă)
- Cipru
  - Nicosia (ambasadă)
- Croația
  - Zagreb (ambasadă)
- Danemarca
  - Copenhaga (ambasadă)
- Elveția
  - Berna (ambasadă)
- Finlanda
  - Helsinki (ambasadă)
- Franța
  - Paris (ambasadă)
  - Lyon (consulat general)
  - Marsilia (consulat general)
  - Strasbourg (consulat general)
- Georgia
  - Tbilisi (ambasadă)
- Germania
  - Berlin (ambasadă)
  - Bonn (consulat general)
  - München (consulat general)
  - Stuttgart (consulat general)
- Grecia
  - Atena (ambasadă)
  - Salonic (consulat general)
- Irlanda
  - Dublin (ambasadă)
- Italia
  - Roma (ambasadă)
  - Milano (consulat general)
  - Torino (consulat general)
- Lituania
  - Vilnius (consulat general)
- Luxemburg
  - Luxemburg (consulat general)
- Macedonia
  - Skopje (ambasadă)
- Marea Britanie
  - Londra (ambasadă)
- Republica Moldova
  - Chișinău (ambasadă)
  - Bălți (consulat general)
  - Cahul (consulat general)
- Muntenegru
  - Podgorica (ambasadă)
- Norvegia
  - Oslo (ambasadă)
- Olanda
  - Haga (ambasadă)
- Polonia
  - Varșovia (ambasadă)
- Portugalia
  - Lisabona (ambasadă)
- Federația Rusă
  - Moscova (ambasadă)
  - Rostov pe Don (consulat general)

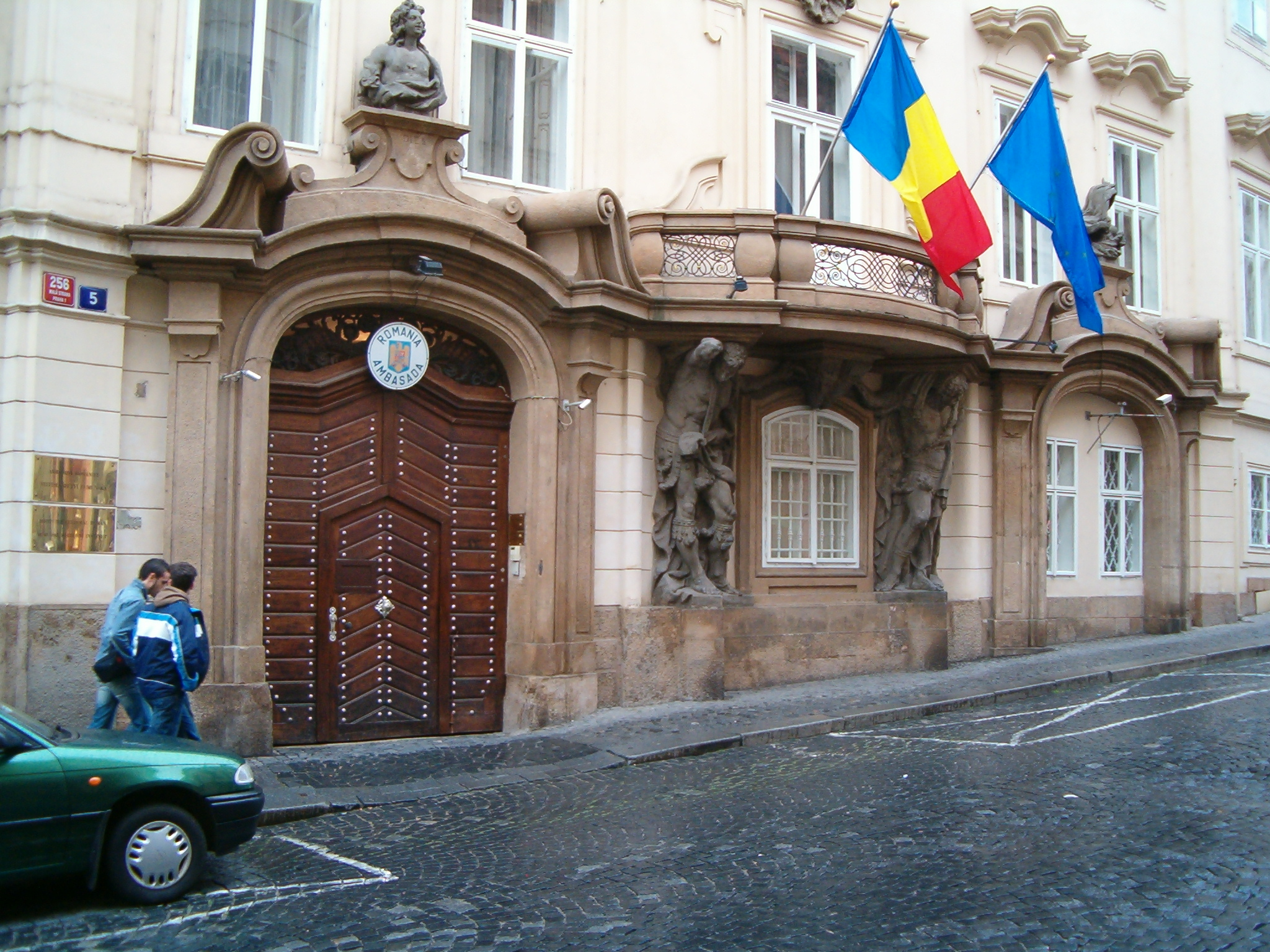
Ambasada română la Praga

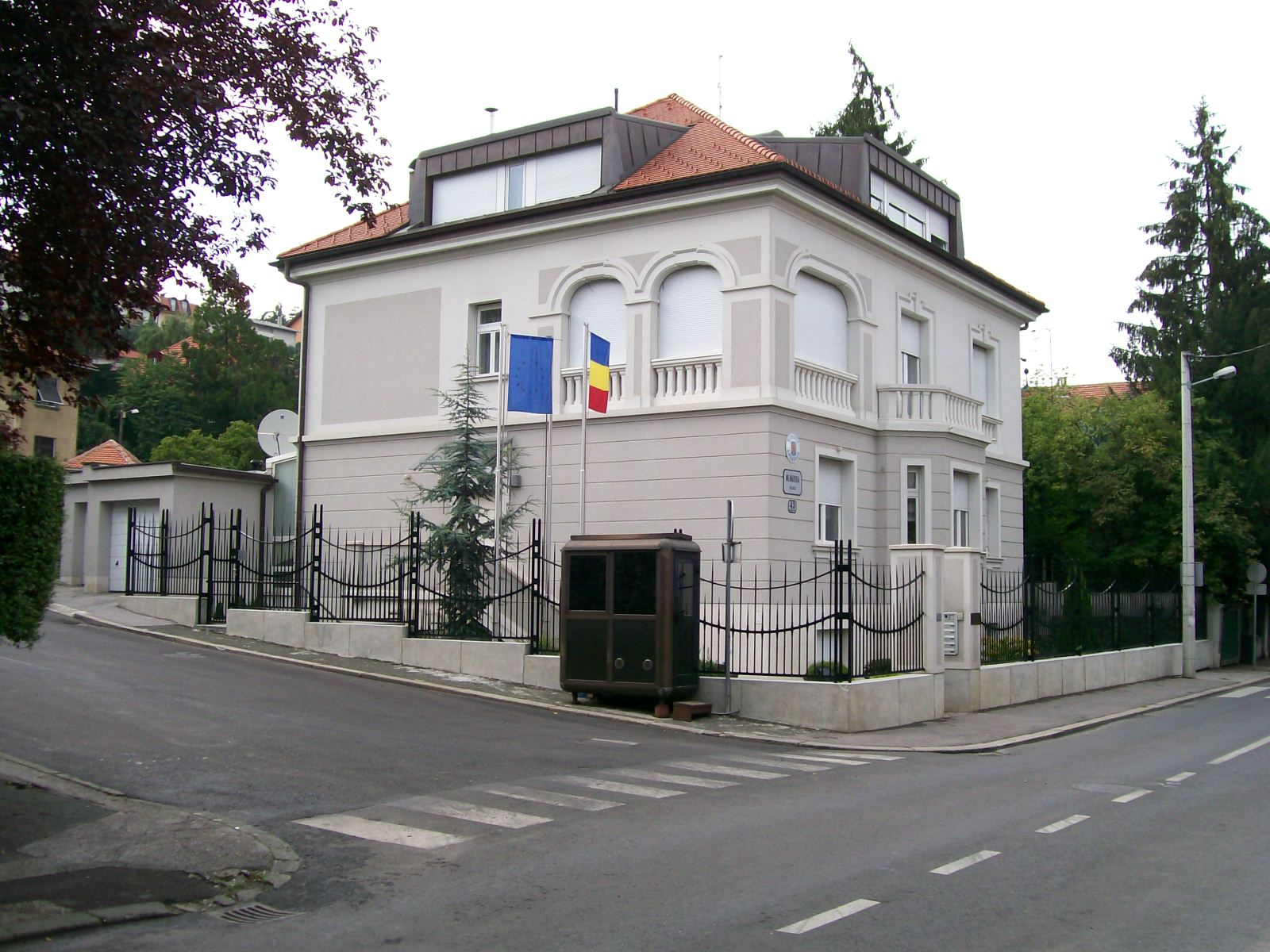
Ambasada română la Zagreb

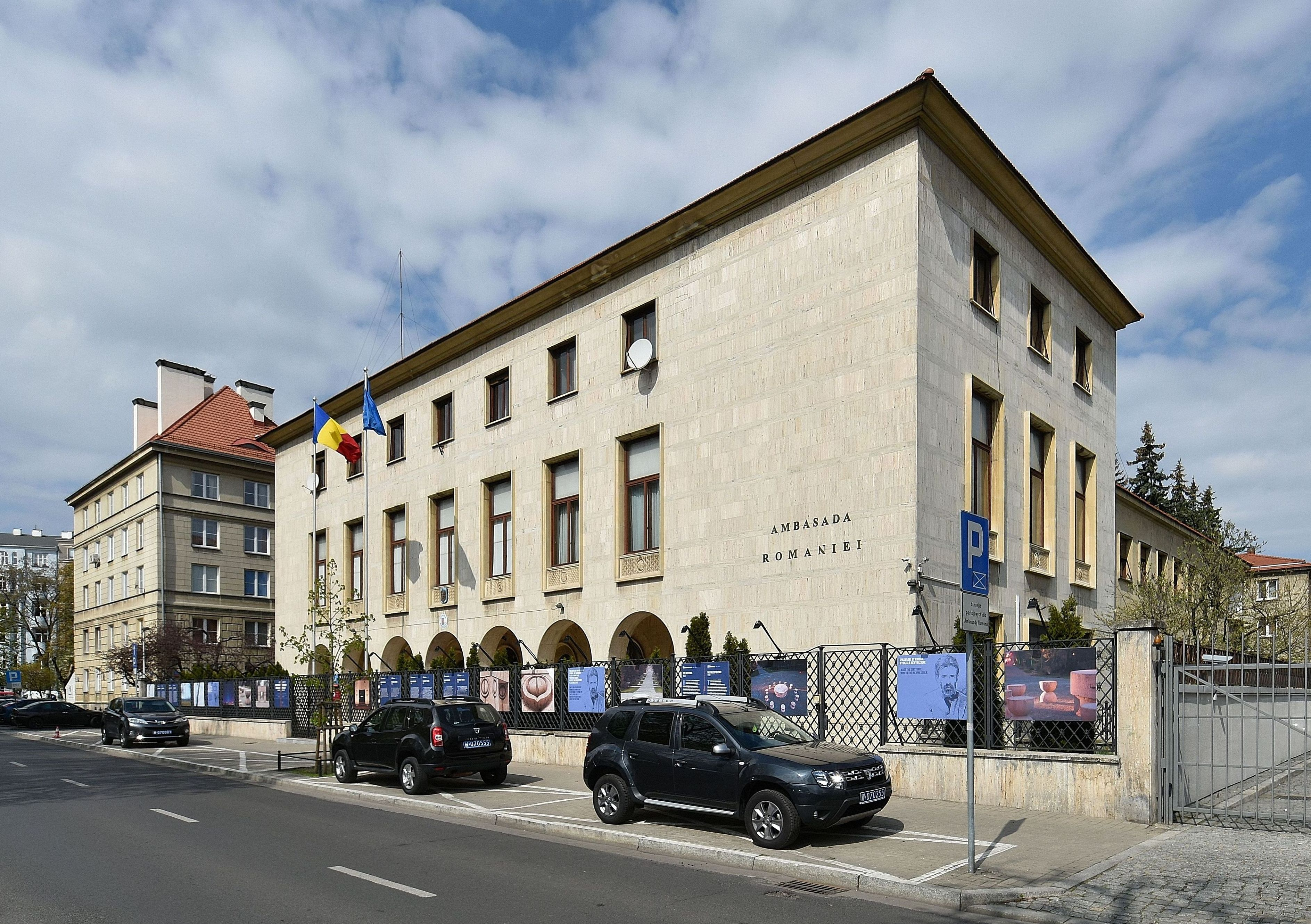
Ambasada română la Varşovia

  - Sankt Petersburg (consulat general)
- Serbia
  - Belgrad (ambasadă)
  - Vârșeț (consulat general)
  - Zăiceari (consulat general)
- Sfântul Scaun
  - Vatican (ambasadă)
- Slovacia
  - Bratislava (ambasadă)
- Slovenia
  - Ljubljana (ambasadă)
- Spania
  - Madrid (ambasadă)
  - Barcelona (consulat general)
  - Sevilia (consulat general)
- Suedia
  - Stockholm (ambasadă)
- Ucraina
  - Kiev (ambasadă)
  - Cernăuți (consulat general)
  - Odessa (consulat general)
- Ungaria
  - Budapesta (ambasadă)
  - Gyula (consulat general)
  - Seghedin (consulat general)

## America de Nord

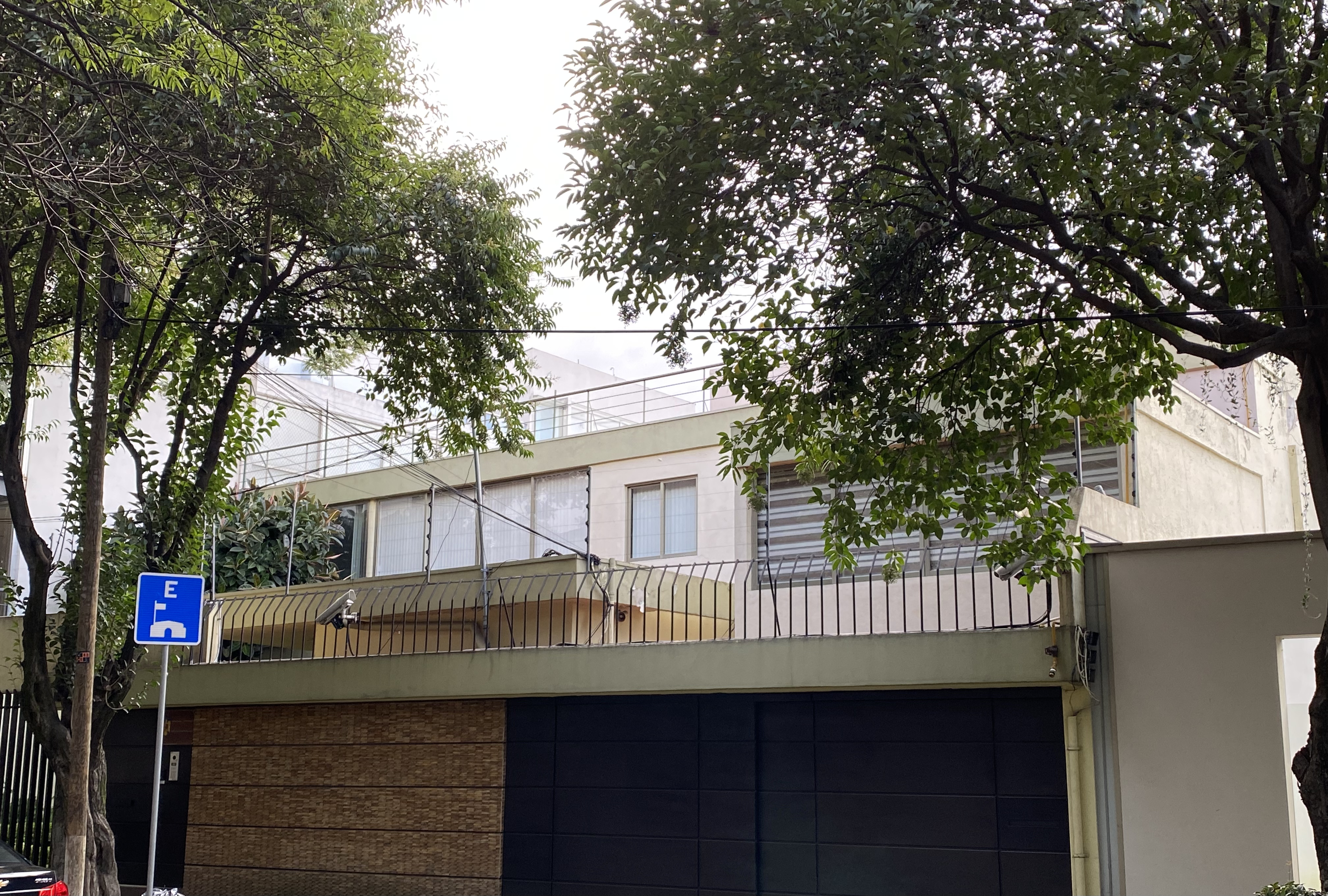
Ambasada română la Ciudad de México

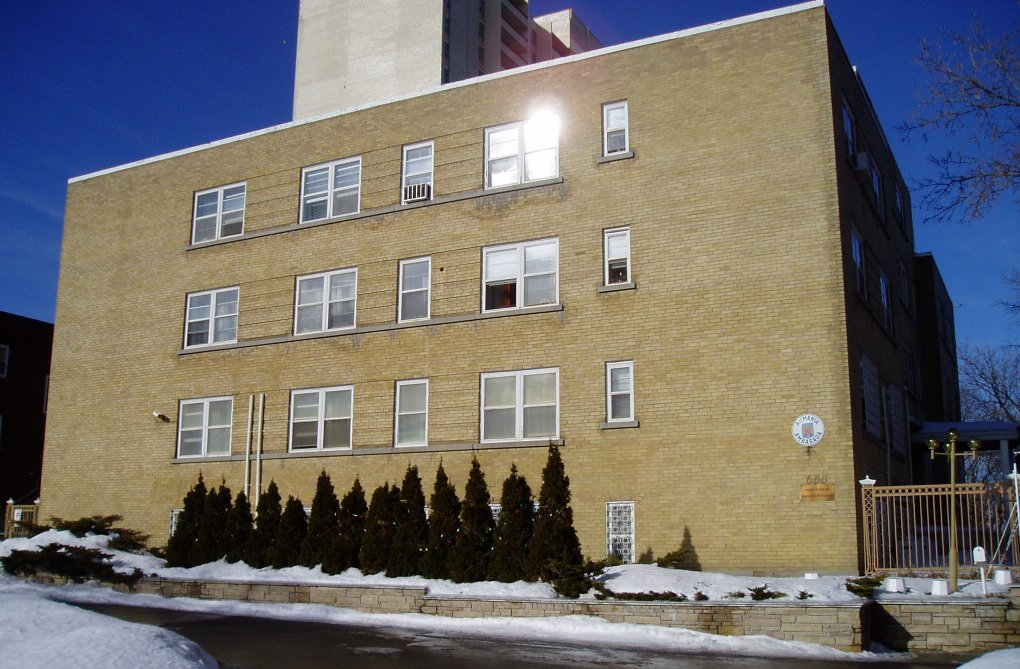
Ambasada română la Ottawa

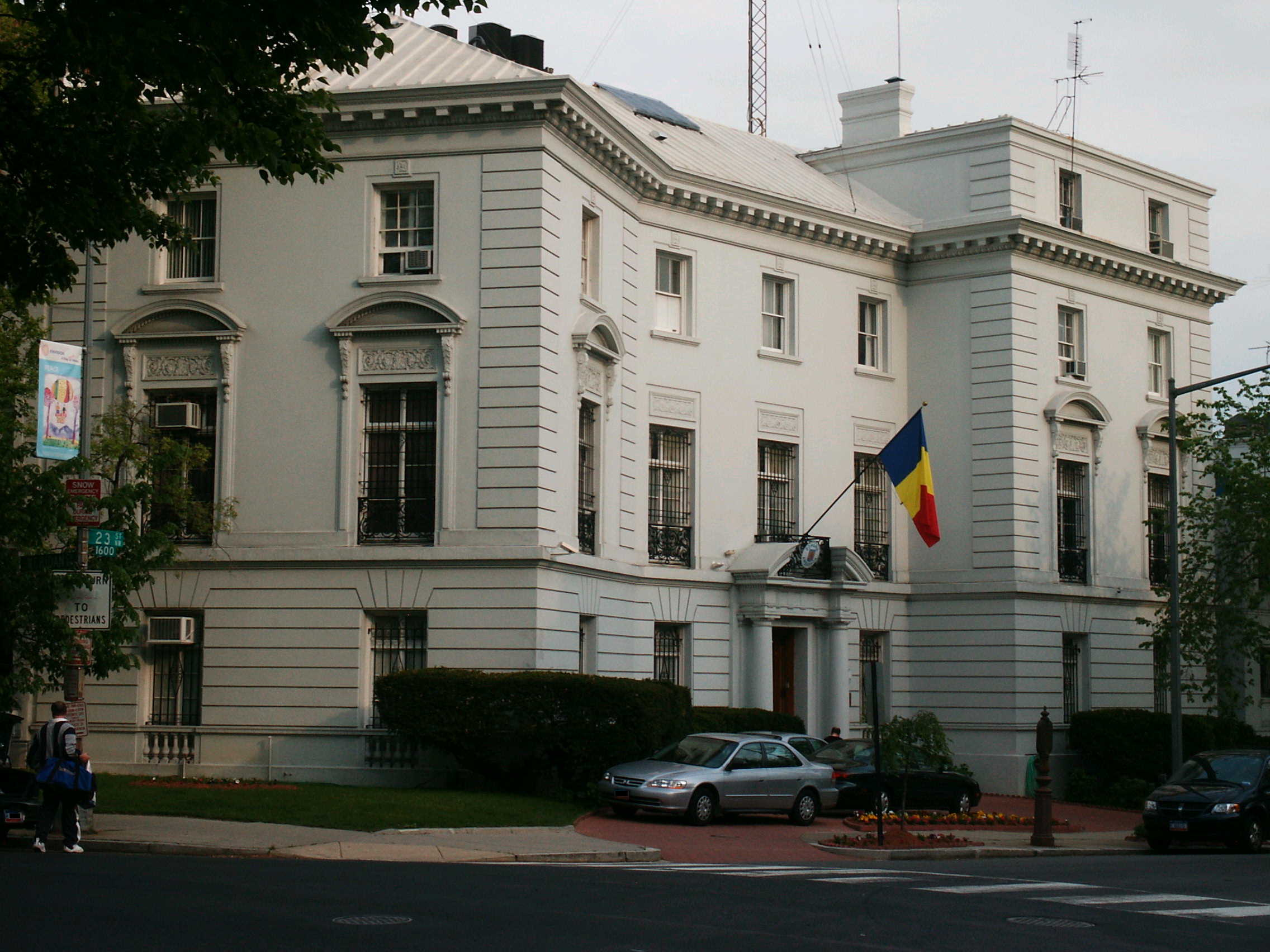
Ambasada română la Washington, D.C.

- Canada
  - Ottawa (ambasadă)
  - Montreal (consulat general)
  - Toronto (consulat general)
  - Vancouver (consulat general)
- Cuba
  - Havana (ambasadă)
- Mexic
  - Ciudad de México (ambasadă)
- Statele Unite
  - Washington, D.C. (ambasadă)
  - Chicago (consulat general)
  - Los Angeles (consulat general)
  - New York (consulat general)

## America de Sud
- Argentina
  - Buenos Aires (ambasadă)
- Brazilia
  - Brasília (ambasadă)
  - Rio de Janeiro (consulat general)
- Chile
  - Santiago (ambasadă)
- Columbia
  - Bogotá (ambasadă)
- Peru
  - Lima (ambasadă)
- Uruguay
  - Montevideo (ambasadă)
- Venezuela
  - Caracas (ambasadă)

## Africa
- Africa de Sud
  - Pretoria (ambasadă)
  - Cape Town (consulat general)
- Algeria
  - Alger (ambasadă)
- Angola
  - Luanda (ambasadă)
- Egipt
  - Cairo (ambasadă)
- Etiopia
  - Addis Ababa (ambasadă)
- Kenya
  - Nairobi (ambasadă)
- Libia
  - Tripoli (ambasadă)
- Maroc
  - Rabat (ambasadă)
- Nigeria
  - Abuja (ambasadă)
- Senegal
  - Dakar (ambasadă)
- Sudan
  - Khartoum (ambasadă)
- Tunisia
  - Tunis (ambasadă)
- Zimbabwe
  - Harare (ambasadă)

## Orientul Mijlociu

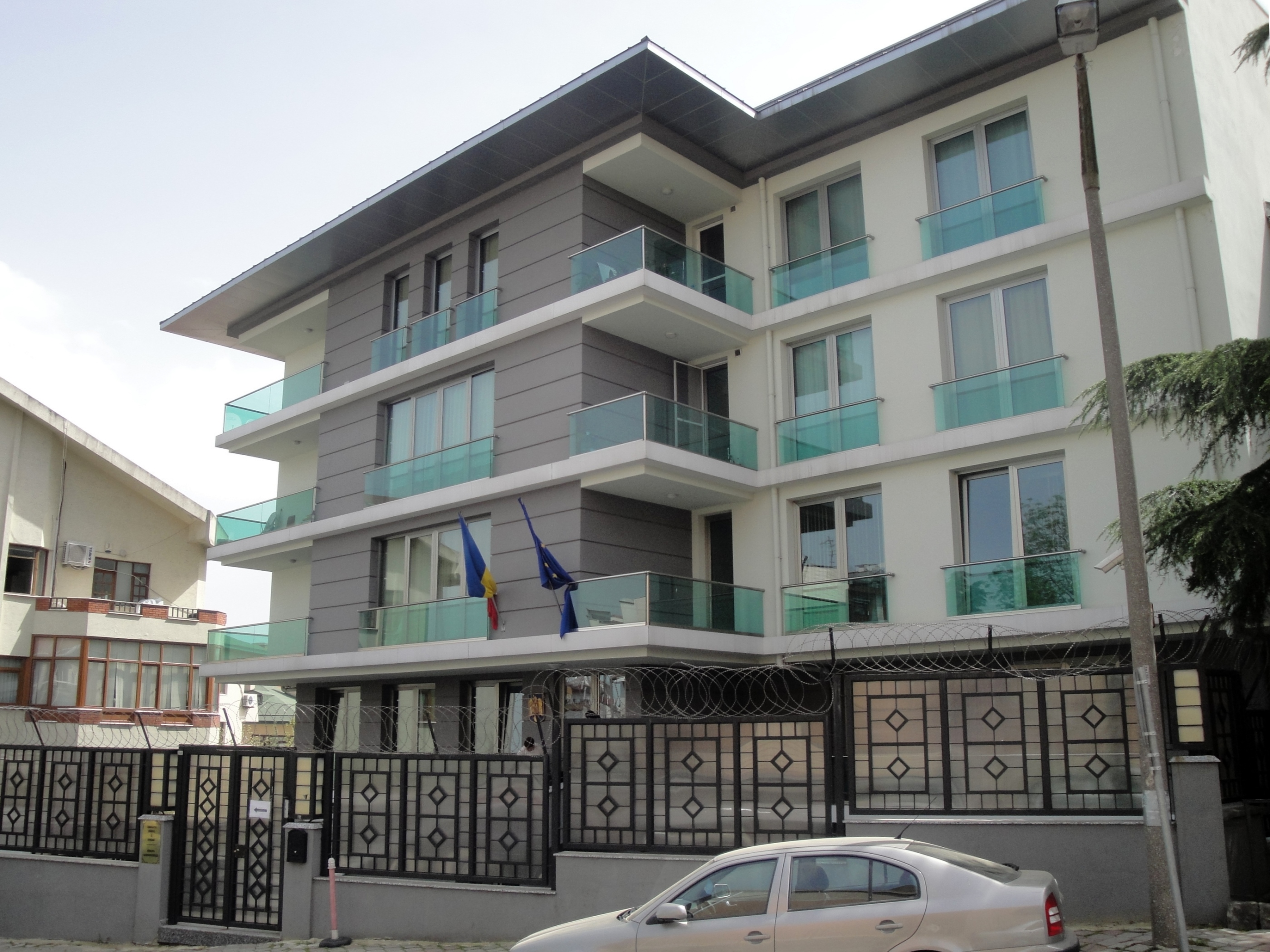
Consulat general Istanbul

- Arabia Saudită
  - Riyadh (ambasadă)
- Emiratele Arabe Unite
  - Abu Dhabi (ambasadă)
- Iordania
  - Amman (ambasadă)
- Iran
  - Teheran (ambasadă)
- Iraq
  - Bagdad (ambasadă)
- Israel
  - Tel Aviv (ambasadă)
- Kuwait
  - Kuwait (ambasadă)
- Liban
  - Beirut (ambasadă)
- Qatar
  - Doha (ambasadă)
- Siria
  - Damasc (ambasadă)
- Turcia
  - Ankara (ambasadă)
  - Istanbul (consulat general)
  - Izmir (consulat general)

## Asia
- China
  - Beijing (ambasadă)
  - Shanghai (consulat general)
- Coreea de Nord
  - Phenian (ambasadă)
- Coreea de Sud
  - Seoul (ambasadă)
- Filipine
  - Manila (ambasadă)
- India
  - New Delhi (ambasadă)
- Indonezia
  - Jakarta (ambasadă)
- Japonia
  - Tokyo (ambasadă)
- Kazahstan
  - Astana (ambasadă)
- Malaysia
  - Kuala Lumpur (ambasadă)
- Pakistan
  - Islamabad (ambasadă)
- Singapore
  - Singapore (ambasadă)
- Sri Lanka
  - Colombo (ambasadă)
- Thailanda
  - Bangkok (ambasadă)
- Turkmenistan
  - Așgabat (ambasadă)
- Uzbekistan
  - Tashkent (ambasadă)
- Vietnam
  - Hanoi (ambasadă)

## Oceania
- Australia
  - Canberra (ambasadă)
  - Sydney (consulat general)

## Organizații multinaționale
- - Bruxelles (Reprezentanța Permanentă a României pe lângă Uniunea Europeană)
  - Bruxelles (Delegația permanentă a României pe lângă NATO)
  - Geneva (Misiune permanentă pe lângă Națiunile Unite și alte organizații internaționale)
  - New York (Misiune permanentă la Națiunile Unite)
  - Paris (Misiune permanentă pe lângă UNESCO)
  - Strasbourg (Misiune permanentă pe lângă Consiliul Europei)
  - Viena (Misiune permanentă la Națiunile Unite și alte organizații internaționale)